# Астана
Астана̀ (на казахски: Астана), в миналото Нур Султа̀н, Акмола̀, Целиногра̀д и Акмо̀линск, е столицата на Казахстан от 1998 г.
По данни към 2022 г., в града живеят 1 350 228 души, а самата столица е център на агломерация, в която живеят 1 400 000 души.
Става град-милионер през юни 2017 г., когато има 1 002 874 жители. Към началото на 2021 г. населението му е от 1 228 800 души, с които е на 2-ро място в Казахстан след Алмати – предишната столица на Казахска ССР от 1927 до 1991 г. и след това на независим Казахстан до 1997 г.

## История

### Имена
На територията на града е имало предишни земеделски селища от VII – VIII, X – XI, XII – XIV векове.
Въз основа на казашки форпост, съществувал под името Ак Мола (в превод от казахски: „Бяла светиня“ или „Бял гроб“) от 1824 г., градът е основан като крепост Акмола от 1830 г. Получава статут на град на 7 май 1862 г.
Следващите му имена са: Акмолинск (1832 – 1961), Целиноград (1961 – 1992), Акмола (1992 – 1998). След обявяването на града за столица на Казахстан на 10 декември 1997 г. президентът и правителството на страната вземат решение да променят името на града на Астана, което в превод от казахски означава „столица“.
На 20 март 2019 г. новият президент Касъм-Жомарт Токаев във встъпителната си реч след полагането на клетвата предлага в чест на предишния държавен глава Нурсултан Назърбаев столицата да бъде преименувана по личното му име.
Предложено е името да се изписва полуслято (чрез дефис), като съставно от 2 арабски думи: „нур“ (на арабски: نور – светлина) и „султан“ (на арабски: سلطان – власт, авторитет). Това е подкрепено от парламента и депутати в градския маслихат (съвет). На 23 март президентът подписва указ за преименуването му на Нур-Султан.
През есента на 2022 година на града е върнато името Астана.

### Развитие
Разположен е на стар кервански път от Средна Азия за Западен Сибир, Акмола има голямо търговско значение, главно за търговията с добитък.
След построяването на възлови железопътни линии през 1930-те и поземлената реформа за усвояване на целинните земи на Северен Казахстан през 1950-те години градът бързо се развива, като се превръща в основен транспортен и селскостопански център в северната част на страната.
След избирането му (1998) за столица на независим Казахстан там се преместват парламентът, президентството и всички останали централни държавни институции. Градът е най-голямата строителна площадка в Средна Азия, в него е съсредоточена 1/4 от строителството в страната. В столицата с бързи темпове се издигат големи обществени, културни, жилищни и бизнес сгради, а заедно с това се наблюдава висок темп на растеж на населението на града и развитие на градската инфраструктура и икономика.

## География
Градът е разположен по бреговете на река Ишим.
Бързо расте населението му: от около 500 000 души през 2003 г., през 708 794 души през 2010 г. до 1 127 263 души към 1 ноември 2019 г.
| Климатични данни за Астана              | Климатични данни за Астана | Климатични данни за Астана | Климатични данни за Астана | Климатични данни за Астана | Климатични данни за Астана | Климатични данни за Астана | Климатични данни за Астана | Климатични данни за Астана | Климатични данни за Астана | Климатични данни за Астана | Климатични данни за Астана | Климатични данни за Астана | Климатични данни за Астана |
| Месеци                                  | яну.                       | фев.                       | март                       | апр.                       | май                        | юни                        | юли                        | авг.                       | сеп.                       | окт.                       | ное.                       | дек.                       | Годишно                    |
| Абсолютни максимални температури (°C)   | 3,8                        | 8,2                        | 20,4                       | 29,5                       | 35,2                       | 38,8                       | 40,1                       | 38,2                       | 36,1                       | 26,7                       | 14,8                       | 4,5                        | 40,1                       |
| Средни максимални температури (°C)      | −10,1                      | −9,4                       | −2,4                       | 11,0                       | 20,5                       | 25,9                       | 26,8                       | 25,3                       | 18,9                       | 9,7                        | −1,7                       | −8,1                       | 8,9                        |
| Средни температури (°C)                 | −14                        | −13,9                      | −7,3                       | 5,5                        | 14,1                       | 19,4                       | 20,8                       | 19,0                       | 12,8                       | 4,9                        | −5,5                       | −12,2                      | 3,6                        |
| Средни минимални температури (°C)       | −17,9                      | −18,4                      | −12,1                      | 0                          | 7,6                        | 12,9                       | 14,9                       | 12,6                       | 6,6                        | 0,1                        | −9,3                       | −16,2                      | −1,6                       |
| Абсолютни минимални температури (°C)    | −37,7                      | −37,3                      | −35,2                      | −22,8                      | −7                         | −1,5                       | 4,6                        | 0,4                        | −4,7                       | −17,5                      | −35,1                      | −36,6                      | −37,7                      |
| Средни месечни валежи (mm)              | 16,5                       | 14,4                       | 15,1                       | 20,2                       | 33,1                       | 39,5                       | 48,6                       | 32,8                       | 21,7                       | 27,2                       | 26,4                       | 21,7                       | 317,2                      |
| --------------------------------------- | -------------------------- | -------------------------- | -------------------------- | -------------------------- | -------------------------- | -------------------------- | -------------------------- | -------------------------- | -------------------------- | -------------------------- | -------------------------- | -------------------------- | -------------------------- |
| Източник: Климат и погода в Нур-Султане |                            |                            |                            |                            |                            |                            |                            |                            |                            |                            |                            |                            |                            |

## Политика
Алтай Кулгинов е аким (кмет) на града от 13 юни 2019 г.

### Деление
Казахстанската столица се дели на 4 района: Алмати (Алматы), Байконур (Байқоныр), Есил (Есіл), Сариарка (Сарыарка).

### Побратимени градове
- Аман, Йордания
- Анкара, Турция
- Бишкек, Киргизстан
- Варшава, Полша
- Гданск, Полша
- Дубай, ОАЕ
- Измир, Турция
- Истанбул, Турция
- Казан, Русия
- Киев, Украйна
- Москва, Русия
- Питсбърг, САЩ
- Рига, Латвия
- Санкт Петербург, Русия
- Сеул, Южна Корея
- Ташкент, Узбекистан
- Тбилиси, Грузия

## Галерия
- Река Ишим край столицата
- Казахският университет за хуманитарни и юридически науки